# Orlat (gmina)
Orlat – gmina w Rumunii, w okręgu Sybin. Obejmuje tylko jedną miejscowość Orlat. W 2011 roku liczyła 3205 mieszkańców.